# Шутнівці
Шутні́вці — село в Україні, у Слобідсько-Кульчієвецькій сільській територіальній громаді Кам'янець-Подільського району Хмельницької області.
Колишній орган місцевого самоврядування — Устянська сільська рада.

## Назва
За місцевими переказами село Шутнівці отримало свою назву від того, що ця територія, вкрита лісами, слугувала для розважальних зустрічей місцевих поміщиків та містян з Кам'янця-Подільського, які влаштовували тут полювання на звірів і заміський відпочинок.

## Географія
Село Шутнівці розташоване за 12 км від Кам'янця-Подільського на річці Смотрич (між вищими по течії Панівцями та нижчими по течії Цвіклівцями). Річка Смотрич, що омиває нижню частину населеного пункту, створила сприятливі умови і для проживання, і для відпочинку. Власне тому одну з частин Шутнівців колись віддали під будівництво дачного кооперативу.
Місцеві умовно ділять село на чотири кути: гора, долина, дачі та кар'єр.

### Клімат
Шутнівці знаходяться в межах вологого континентального клімату із теплим літом, але діяльність людини призводить до поганих змін та глобального потепління. Рівень наповнення річок водою в області становить лише 20% від необхідного стандарту.

## Історія
У часи античності на теренах Шутнівців проживали ранні скіфи, про що свідчать археологічні розкопки кінця ХХ ст.
Поселення відоме у історичних документах зі другої половини XVII століття та було тісно пов'язане з сусідніми Панівцями.
Свого часу село належало панам: Потоцьким, Коссаковським, Вельгорським, з 1759 року — Стажинським.
У часи Російської імперії належало до Гавриловецької волості Кам'янецького повіту Подільської губернії.
Від початку XVIII століття в селі існувала дерев'яна Преображенська церква, яка близько 1746 року згоріла від блискавки. У 1747 році збудовано й освячено нову церкву — також дерев'яну Преображенську. Дзвіниця біля неї з'явилася у 1828 році, також згоріла 21 травня (2 червня) 1881 року за переказами місцевих від блискавки. Через рік після пожежі збудували дерев'яну церкву з матеріалів, куплених за 80 карбованців у селі Довжок.
У 1835 році до Шутнівців приєднали частину сусіднього села Панівці, яке було відоме як «Нижні Панівці», але 1881 року Нижні Панівці знову увійшли до складу Пановецького приходу.
У 1881 році під час пожежі церкви вигоріло майже все село. Існує легенда, що нібито місцевий священик хотів перенести храмове свято на інший день, не робочий, натомість блискавка, яка влучила в церкву, стала гнівом Божим, своєрідним покарання за такі вольності.
12 (24) квітня 1888 року закладено новий кам'яний храм, урочисто освячено 13 (25) жовтня 1891 року. Церкву в ім'я святого Григорія, просвітителя Вірменії збудовано за кошти довжицької поміщиці, княгині Ганни Хілкової в пам'ять про її покійного чоловіка Григорія Хілкова. Разом з храмом було зведено і кам'яну триярусну дзвіницю. Серед ікон, які Ганна Хілкова пожертвувала храму, була невелика стародавня ікона Божої Матері Троєручиці. У радянські часи церква була зачинена, а в часи войовничого атеїзму двіницю та ікону було знищено. За часів незалежної України заново написана копія ікони й 14 травня 2006 року повернена у Свято-Григоріївську церкву завдяки пожертвам кам'янчанина Віктора Миронюка.
Внаслідок поразки визвольних змагань на початку XX століття, село тривалий час було окуповане російсько-більшовицькими загарбниками.
Радянська окупація принесла колективізацію та розкуркулення, мешканці села зазнали геноциду та репресій.
У 1932—1933 роках селяни зазнали сталінського голодомору.
У 1946—1947 роках, по завершенню Другої світової війни, мешканці села вчергове зазнали голодомор.
З 1991 року в складі незалежної України.
У 1996-1999 рр. біля Шутнівців були проведені роскопки кургану №5 могильника, що розташовувався на 0,3 км від південно-західної околиці села, на полі, яке пригягає до лівого берега річки Смотрич. Дослідження відбулось в 1999 р. Поховання було здійснене в дерев’яній стовповій гробниці та належить до ранньоскіфського часу.
14 серпня 2017 року, шляхом об'єднання сільських рад, село увійшло до складу Слобідсько-Кульчієвецької сільської громади. Об'єднання в громаду мало на меті створювати умови для формування ефективної й відповідальної місцевої влади, яка має забезпечити комфортне та безпечне середовище для проживання людей.

## Населення
За переписом 2001 року населення села складало 384 особи.

### Мова
У селі поширені західноподільська говірка та південноподільська говірка, що відносяться до подільського говору, який належить до південно-західного наріччя.
Розподіл населення за рідною мовою за даними перепису 2001 року:
| Мова       | Кількість | Відсоток |
| ---------- | --------- | -------- |
| українська | 379       | 98.7%    |
| російська  | 5         | 1.3%     |
| Усього     | 384       | 100%     |

## Інфраструктура

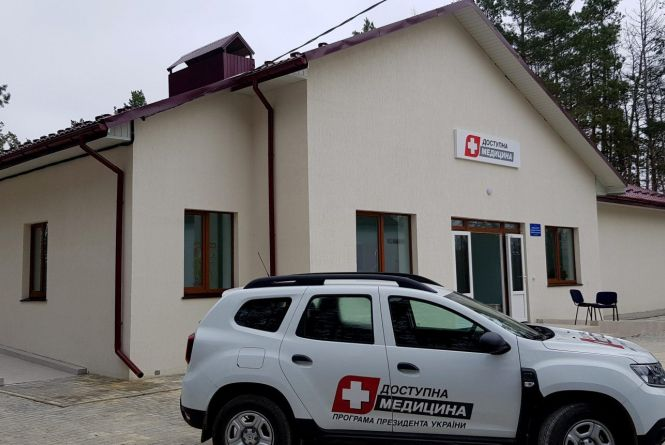
Нова амбулаторія

Шутнівці повністю газифіковані. Функціонує амбулаторія, яка була збудована у 2019 році в рамках програми "Доступна медицина" та вона обслуговує мешканців сіл Шутнівці, Панівці, Баговиця, Велика та Мала Слобідка, Устя та Тарасівка.

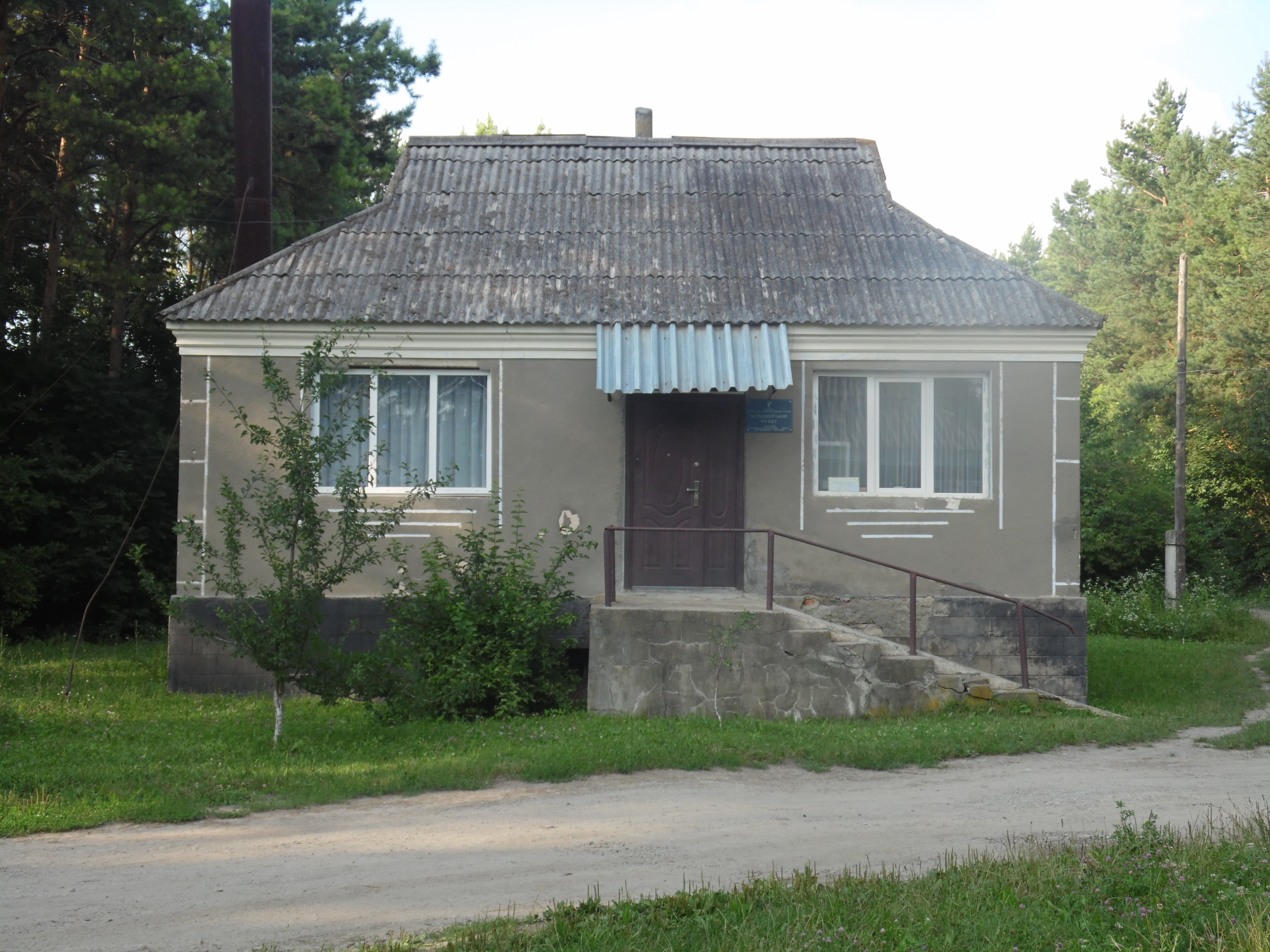
Старий фельдшерський пункт

Функціонувала початкова школи, але після її закриття приміщення школи розділили навпіл. Частина залишилася за клубом та бібліотекою, а частину віддали в оренду, де зараз функціонує продуктовий магазин.

## Економіка
- ПП «Астарта-2005», засноване в Шутнівцях у лютому 2005 року.
- Комбікормовий завод.
- Сільськогосподарське підприємство ТОВ «Дари+Поділля» (аграрії орендують шутнівецькі землі).

## Спорт
Село має аматорську футбольну команду «Астра» (Шутнівці), яка періодично грає чемпіонаті Кам'янець-Подільського району з футболу.

## Відомі особи

### Уродженці села
- Любенчук Микола Іванович — народний депутат України першого скликання (1990—1994).
- Ірха Василь Іванович — хоровий диригент, педагог, Заслужений працівник культури України, професор, Заслужений діяч мистецтв України, академік Української академії наук.

### Проживала та перебувала
- Хілкова Ганна Михайлівна — власниця Довжоцького ключа з п'яти поселень, фундаторка нової будівлі церкви у селі Шутнівці.

## Галерея

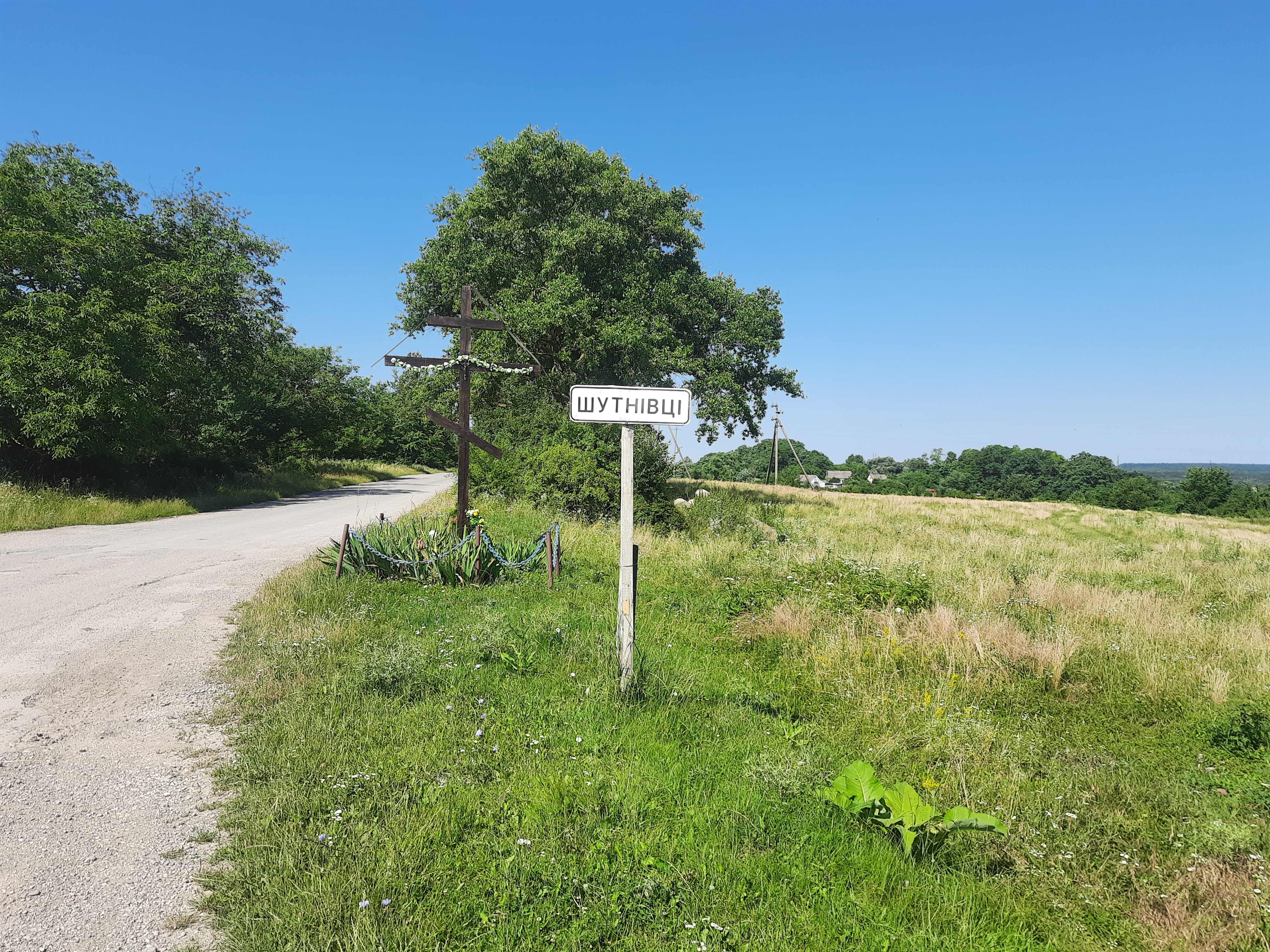
Дорожній знак при в'їзді в село
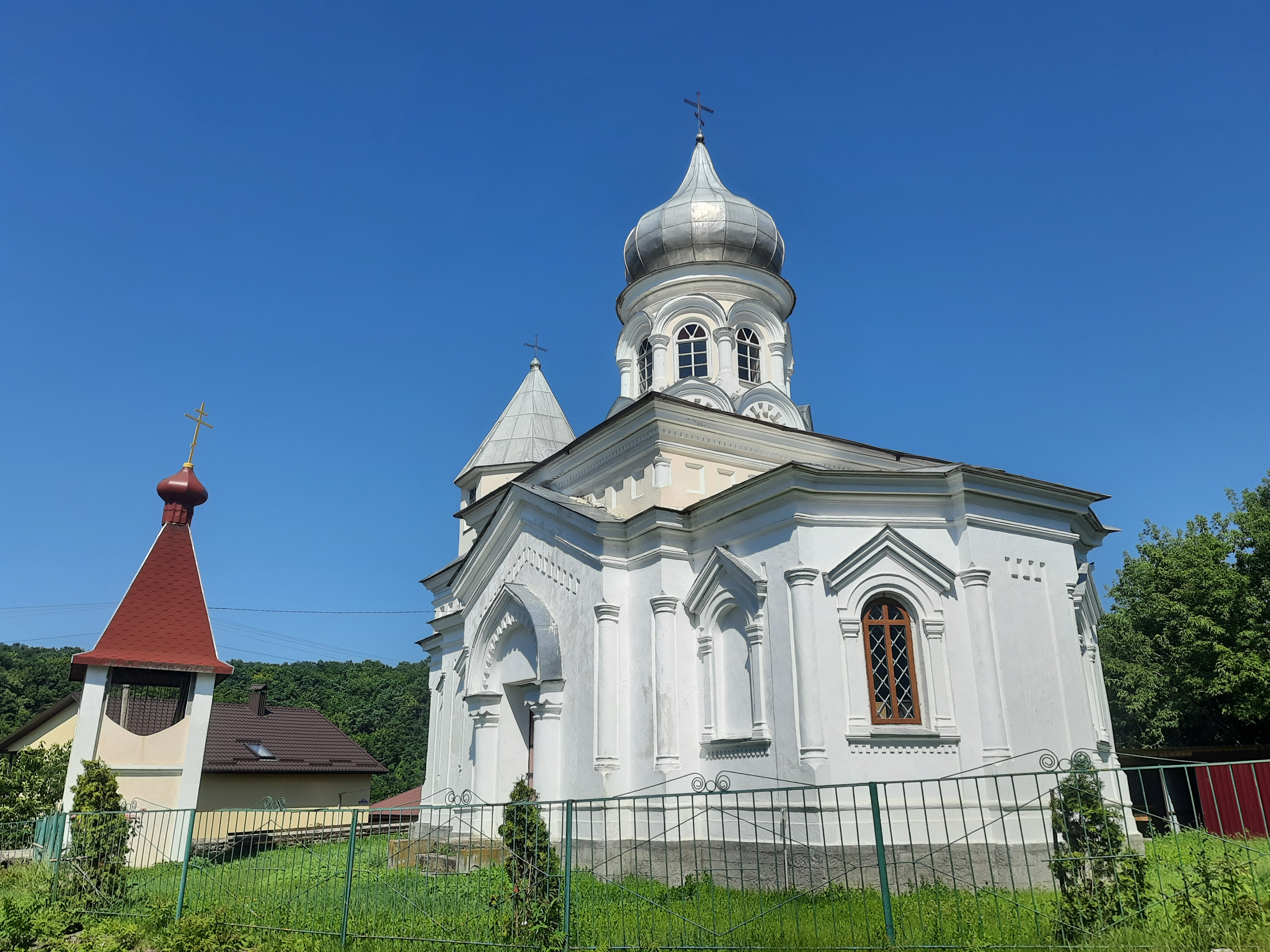
Свято-Григорівська церква
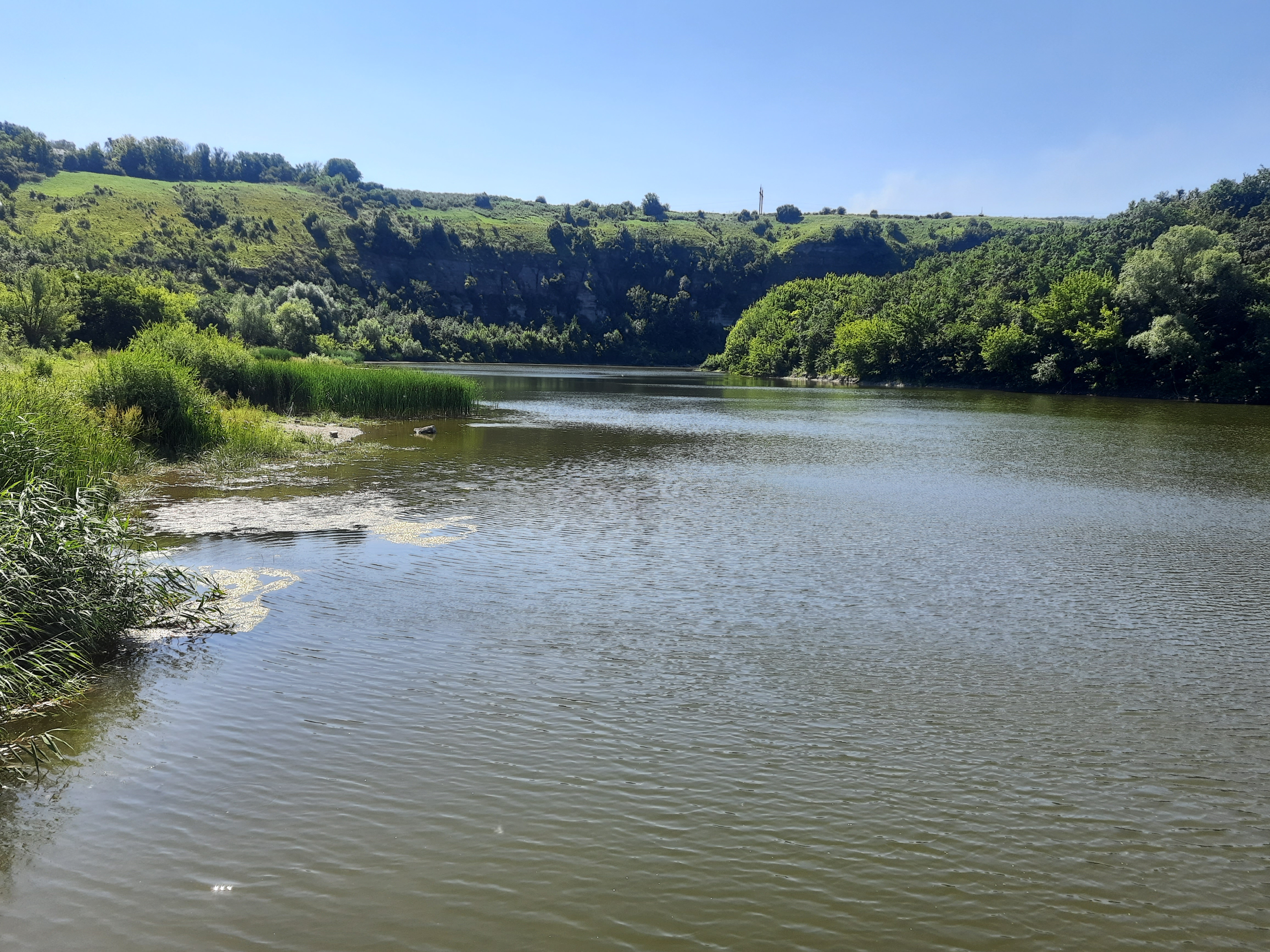
Річка Смотрич
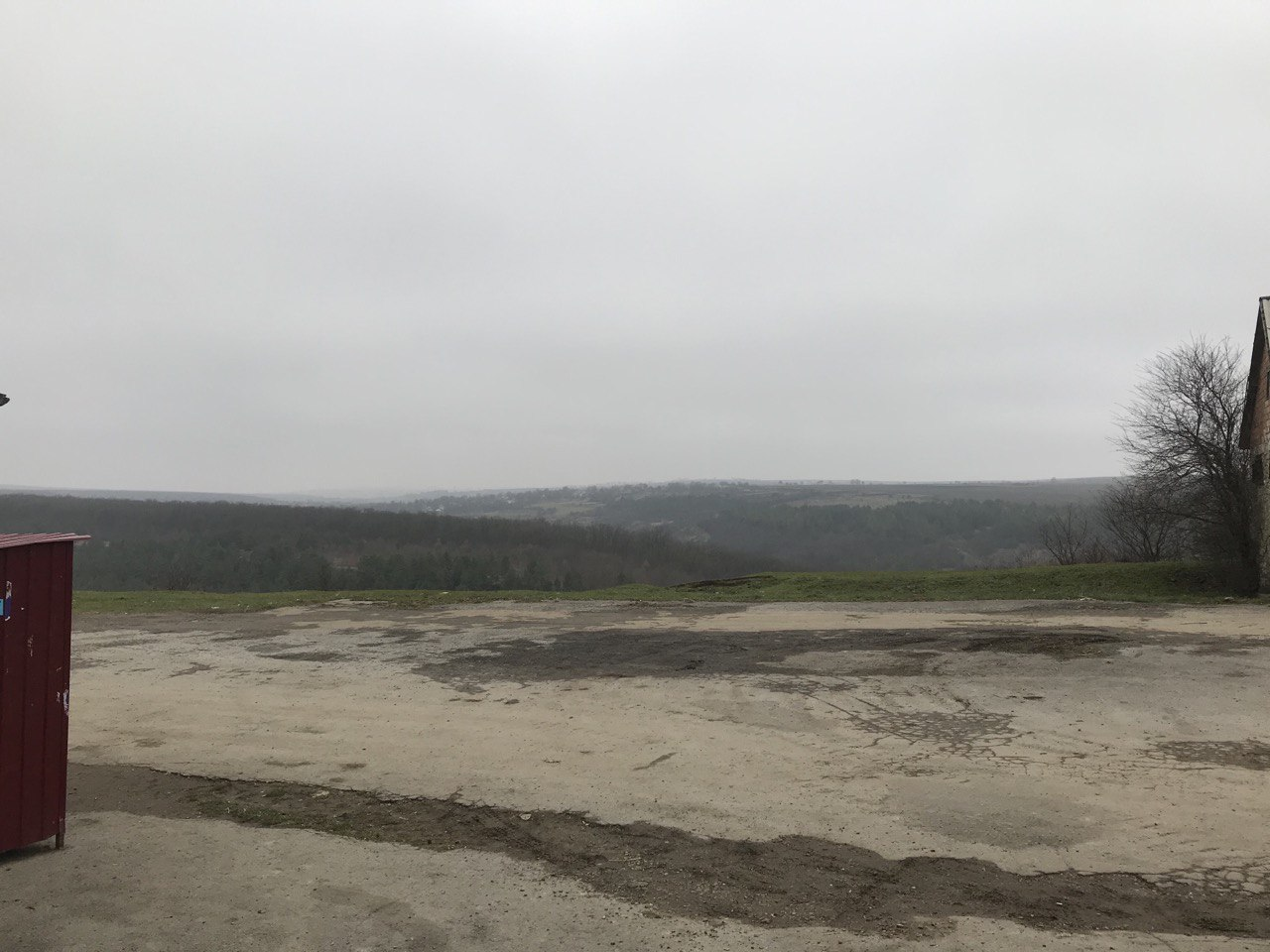
Вид з села у сторону Кам'янця-Подільського
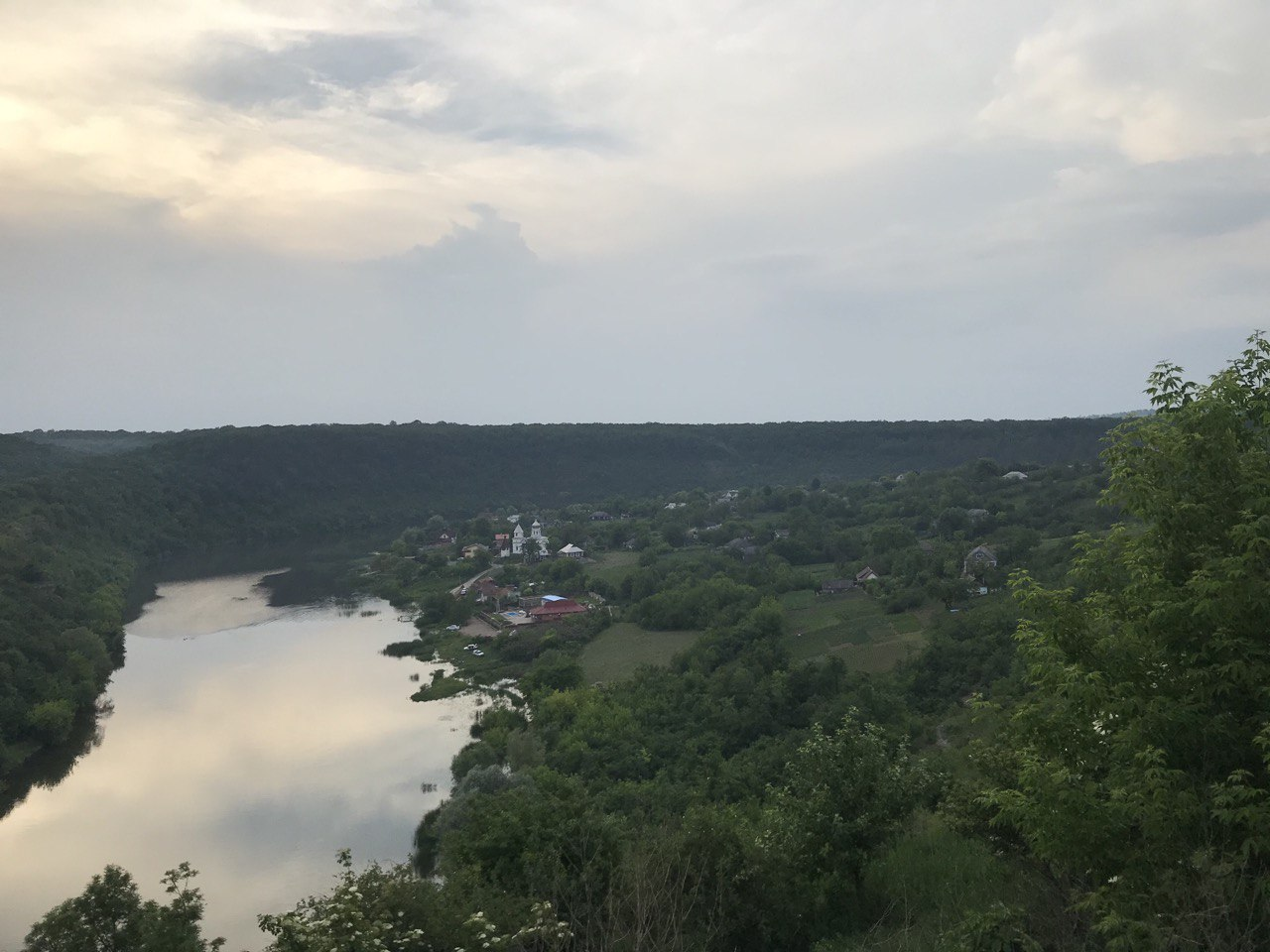
Вид на річку та долину